# NGC 5368
NGC 5368 este o hi (21cm) source⁠(d) situată în constelația Ursa Mare. A fost descoperită în 14 aprilie 1789 de către William Herschel. Se află la o distanță de 74,6 de megaparseci de Pământ.